# José Escudé Claramunt
Pour les articles homonymes, voir Claramunt et Escudé.
José Escudé Claramunt (1843, Peñíscola - 1909, Varèse) fut un militaire espagnol, capitaine des troupes carlistes.

## Biographie
Né à Peñíscola en 1843, il était fils d'un propriétaire aisé, qui pratiquait également le commerce du bétail. À l'âge de 29 ans, en 1872, après une forte dispute familiale avec son père, il se joignit à un groupe de quatorze hommes, appelé “de la manta”, dirigé par Pascual Cucala et avec lequel il se réfugia dans le maquis.
Quand commença la guerre carliste, ils luttèrent dans les rangs des troupes Carlistes contre celles des libéraux qui soutenaient le Roi Alphonse XII dans tout le Levant espagnol et également en Catalogne. Il obtint le grade de capitaine au sein de l'armée carliste. Il se fit remarquer par son habileté à éviter les affrontements directs avec les forces de l'Armée et à pratiquer une activité de guérilla, détruisant des lignes de chemin de fer, des lignes télégraphiques, interceptant les courriers et soutirant des contributions à tous les villages des diverses provinces où il menait ses actions.
Avec Pascual Cucala, il arriva aux portes de Valence. Il assista à la prise de Cuenca. Acculé par les forces du brigadier Calleja en 1873, à Minglanilla, quand Cucala fut gravement blessé, il lui sauva la vie par un acte héroïque qui plus tard lui a valu l'attribution du titre de Marquis de Claramunt par Charles de Bourbon qu'il accompagnera dans son exil.
Il se maria étant âgé avec la jeune Elvira Pérez Espinosa, fille d'un maréchal de l'armée carliste, lui aussi en exil. Il mourut à Varèse en 1909, la même année que son Roi Charles de Bourbon.